# Oppenhuizen
Oppenhuizen est un village de la commune néerlandaise de Súdwest Fryslân, dans la province de Frise. Son nom en frison est Toppenhuzen.

## Géographie
Le village est situé immédiatement au sud-est de la ville de Sneek.

## Histoire
Oppenhuizen fait partie de la commune de Wymbritseradiel jusqu'au 1er janvier 2011, où celle-ci est supprimée et fusionnée avec Bolsward, Nijefurd, Sneek et Wûnseradiel pour former la nouvelle commune de Súdwest-Fryslân.

## Démographie
Le 1er janvier 2017, le village comptait 1 065 habitants.

## Sites et monuments

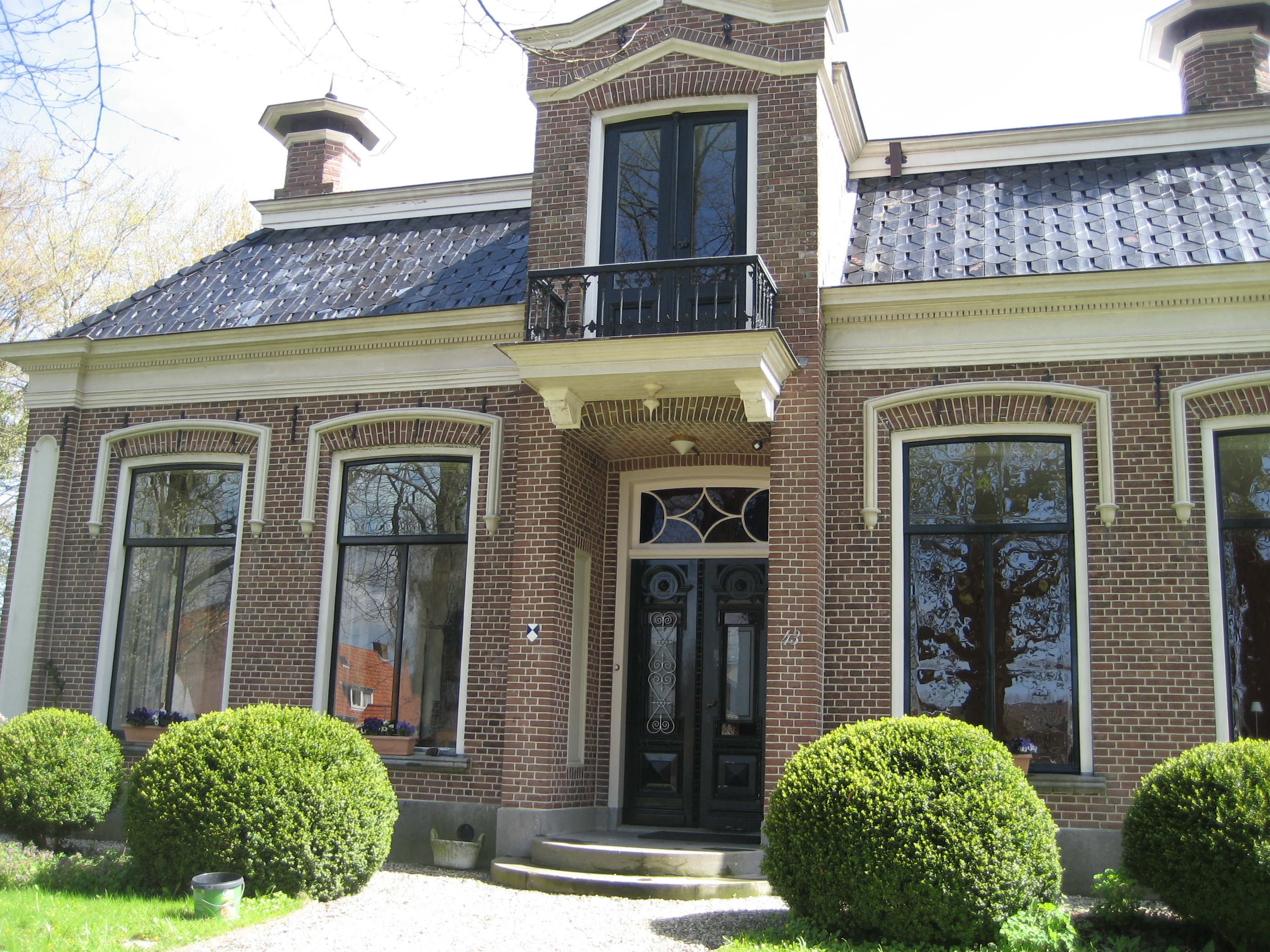
Ancien presbytère
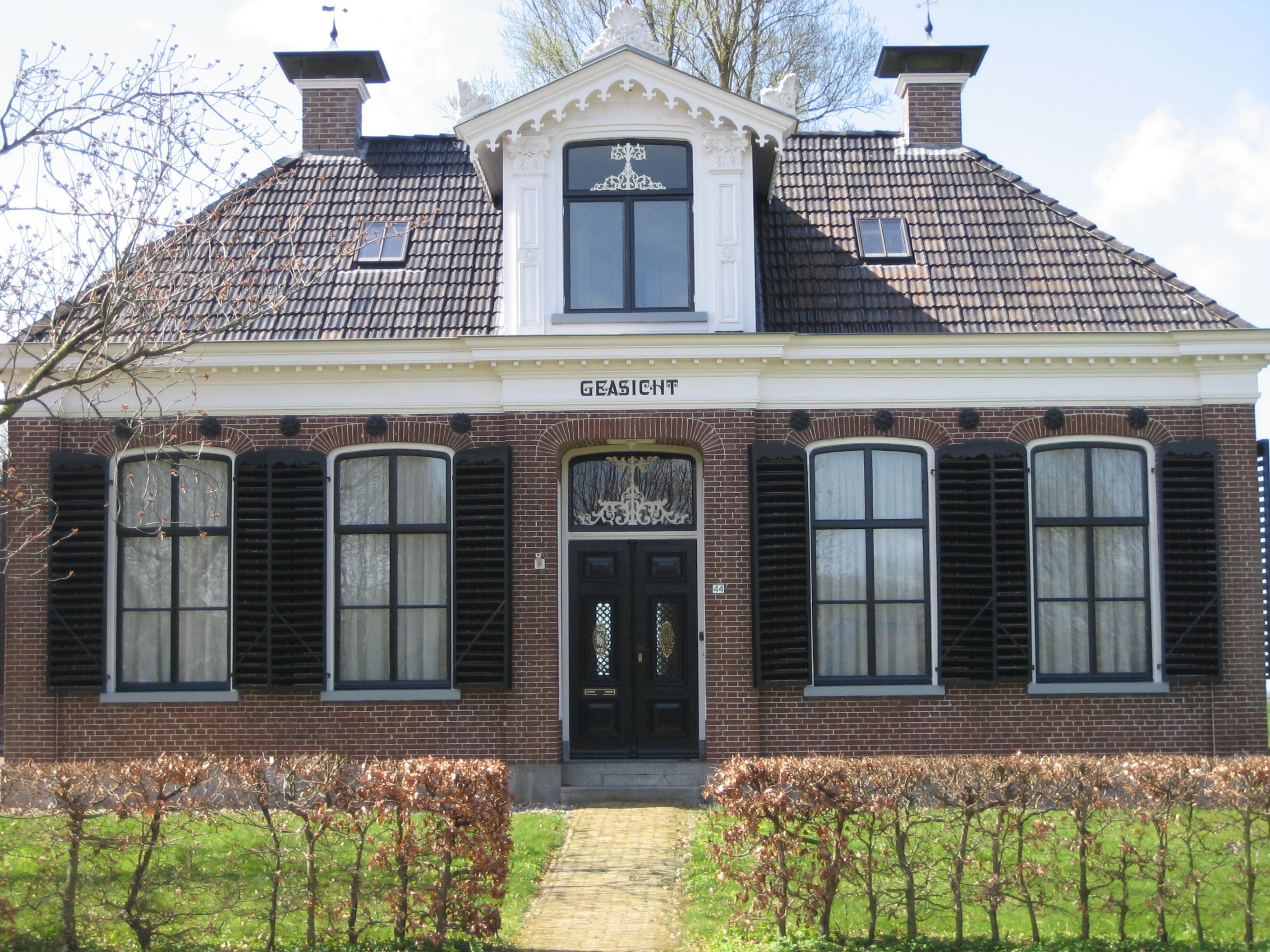
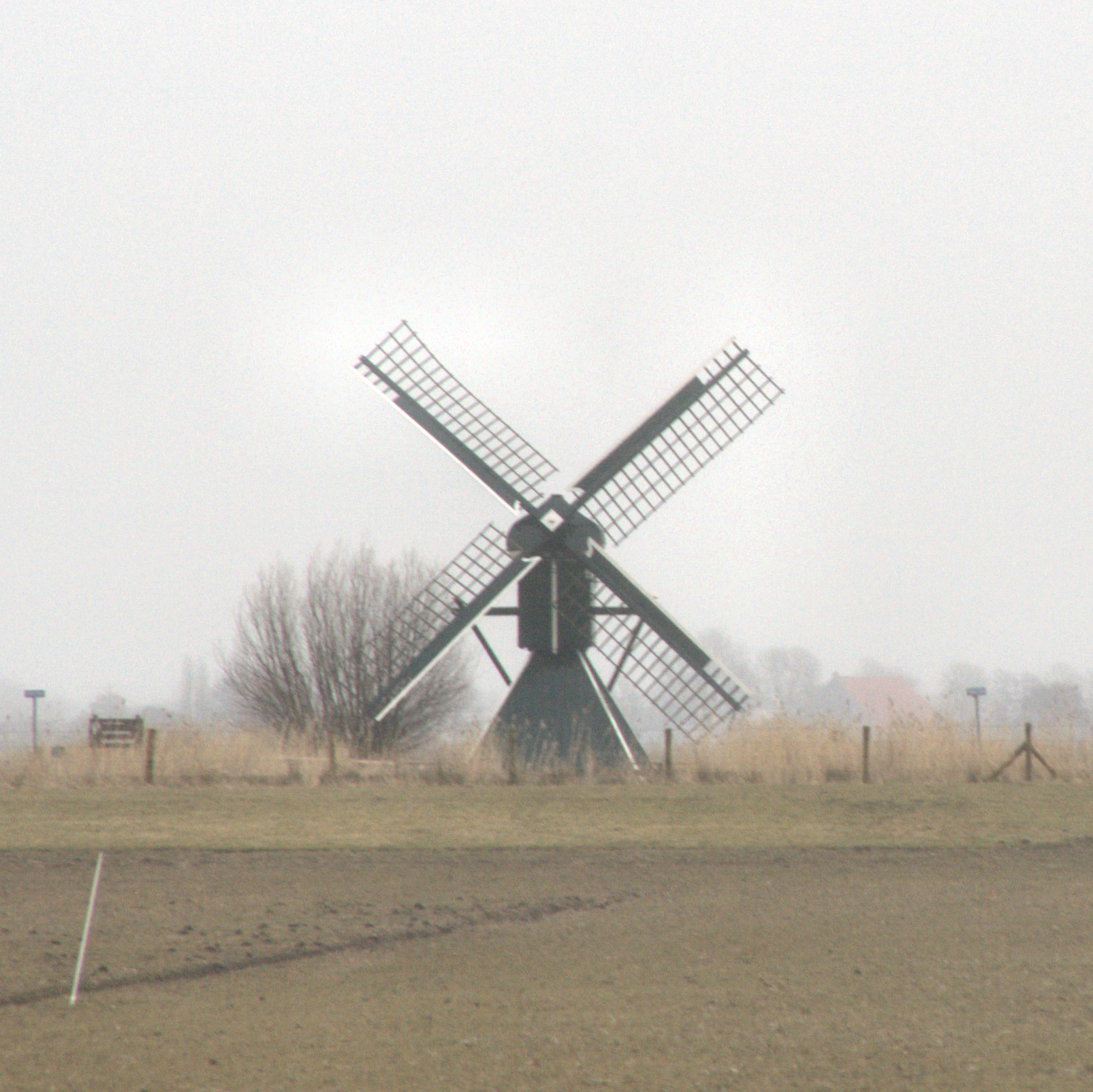
Moulin (Geeuwpoldermolen)